# Stockdichte
Stockdichte ist eine Kenngröße im Weinbau und bezeichnet die Anzahl der Rebstöcke pro Hektar. In anderen Pflanzkulturen spricht man von Pflanzdichte. Reben werden im ertragsmäßigen Anbau, wie auch andere Kulturpflanzen bis hin zu Baumschulen, in Reihen kultiviert, soweit es die Topographie zulässt. Üblich sind Stockdichten von 5.000 bis 10.000. In Zonen mit klimatischen Extrembedingungen werden zum Teil auch nur 3.500 erreicht, in mitteleuropäischen Steillagen werden bis zu 13.000 Stöcke pro ha gesetzt.
Kriterien für die Entscheidung, einer Weinbergsanlage eine bestimmte Stockdichte zu geben, sind die gewählte Rebsorte, die Unterlagsrebe, die Reberziehung, die gewünschte Stockbelastung sowie das Ertragsziel. Ferner sind die Wuchskraft der Pflanze und die für eine gute Assimilationsleistung erforderliche Blattfläche zu beachten.
All diese Faktoren haben direkte Auswirkungen auf die Qualität der Trauben und bestimmen damit im Ergebnis die Qualität des Weins.

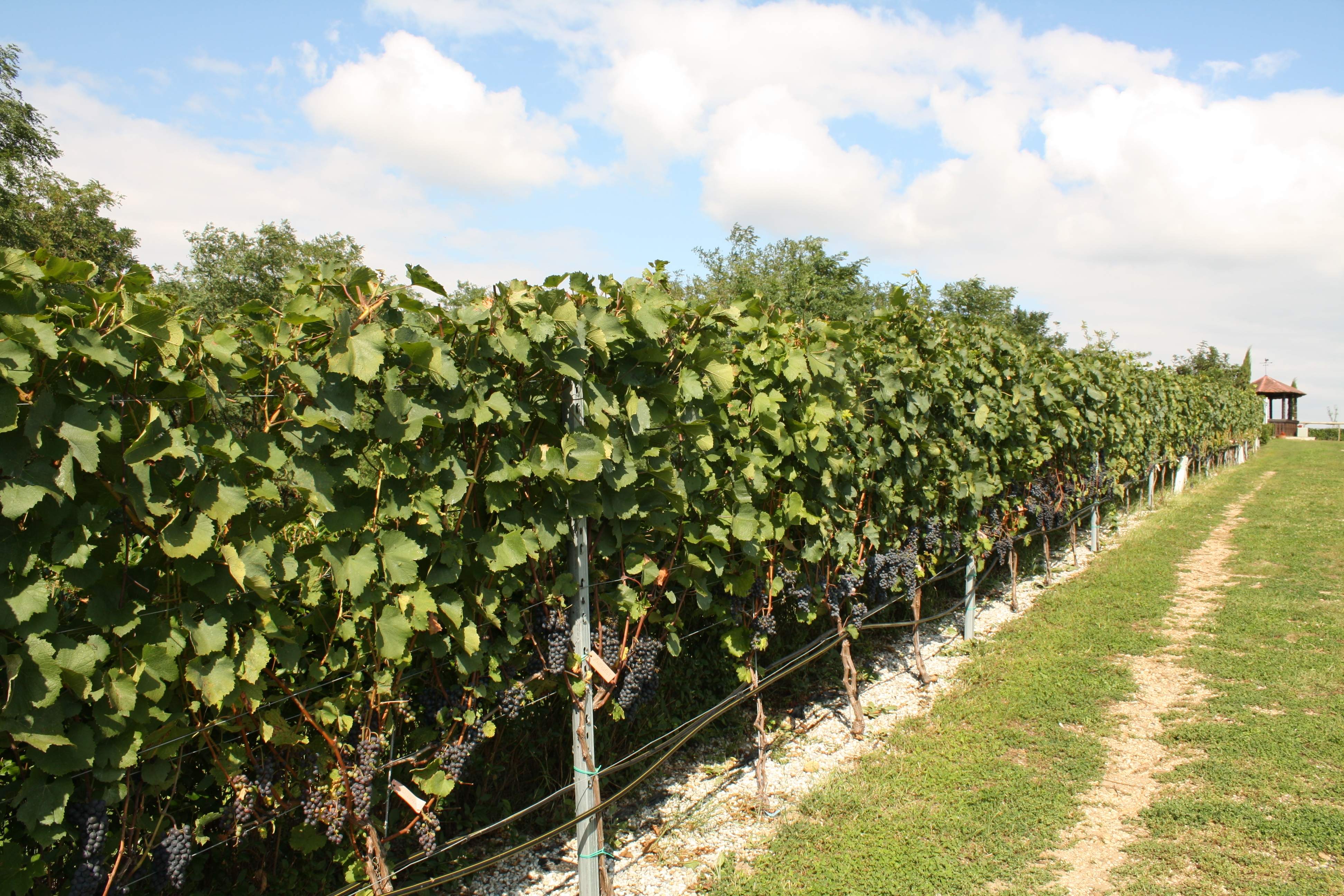
Erziehung in die Höhe erlaubt höhere Stockdichte bei gleichen Bodenverhältnissen
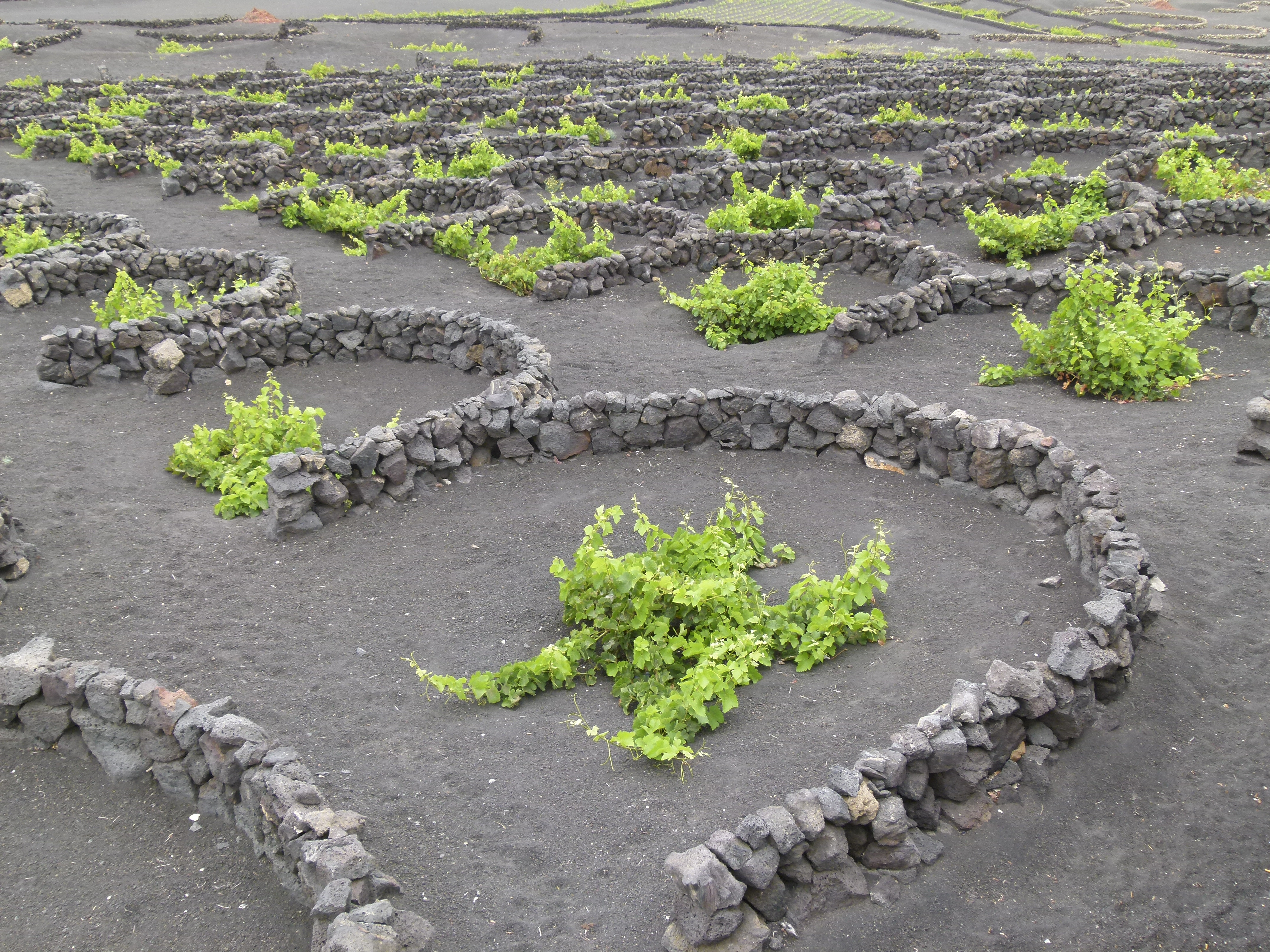
Wenig Feuchtigkeit und viel Wind erfordern besondere pflanzenbauliche Maßnahmen